# Sandvikens baptistkyrka
Sandvikens baptistkyrka eller Elimkyrkan är en byggnad, tidigare kyrkobyggnad i Sandviken, invigd påsken 1905, tillhörande Sandvikens baptistförsamling, Gästrikland. Denna församling gick sedan ihop med Sandvikens Missionsförsamling och bildade Kanalkyrkan. Församlingen sålde kyrkan till kommunen för att sedan ta den ur bruk och avkristna den under 2005. Under några år var byggnaden ett kulturhus för kommunens olika evenemang och kallades då "Drottningen". År 2011 planerade Sandvikens kommun att riva byggnaden, men 2014 invigdes där istället en restaurang, som heter The Church där delar av kyrkomiljön inklusive orgeln är bibehållna.

## Orgel
- 1739: Olof Hedlund bygger ny orgel i Sorunda kyrka.
- 1878: Positivet plockas ned och säljs till organisten Jonas Runbäck i Ytterjärna.
- 1879: Runbäck säljer positivet till Evangelisk-lutherska missionsföreningens bönehus i Sandviken, sedermera Sandvikens gamla kyrka.
- 1899: Sandvikens gamla kyrka får genom donation en ny piporgel. Olof Hedlunds positiv plockas ned och säljs till medlemmar av metodistförsamlingen som magasinerar materialet.
- 1903: Positivet säljs till handlanden Wilhelm Magnusson som är medlem i Sandvikens baptistförsamling. Priset sägs vara 50 kronor.
- 1904: Instrumentet skänks till baptistförsamlingen i Sandviken
- 1905: J. E. Lindholm, tidigare organist i Högbo kyrka, sätter upp positivet i ett valv ovanför podiet och predikstolen i Sandvikens nybyggda baptistkyrka. Invigning av kyrka och orgel äger rum påsken 1905 med Lindholm vid spelbordet.
- 1931: Positivet renoveras av orgelbyggare Erik Henrik Erickson, Gävle eller Sundbyberg, varvid Qvinta 3’ och Sup: octava 2’, vilka betraktas som skrikstämmor, kopplas ur.
- 1979: Restaurering och rekonstruktion av Bröderna Moberg, Sandviken, varvid den ursprungliga dispositionen återställs. Dock behålls bihangspedalen från 1824. Mixtur IV chor och Trumpet 8’ rekonstrueras. Från Västerlövsta missionsförsamling i Heby hade man 1963 erhållit ett parti metallpipor, som ingått i en orgel byggd 1730 av Johan Niclas Cahman i den närbelägna Norrby kyrka. Dessa kommer nu väl till pass. Fasaden renoveras av hantverkskunniga församlingsmedlemmar under ledning av konservatorn Georg Bolin. Man återanvänder 132 av Olof Hedlunds originalpipor, vilket är 25% av totala antalet. Positivet tempereras oliksvävigt enligt Werckmeister III med tonhöjd a1 = 445 Hz. Återinvigning sker söndagen den 11 februari 1979 med Gotthard Arnér vid spelbordet.

Bevarat av Hedlunds arbete: väderlåda med slejfer, pipstockar och spelventiler; delar av traktur och registratur; orgelhus och fasad med ljudande Principal 4’; delar av Qvintadena 8’; Decima 1 3/5’ och Fleut 4’; Av de totalt 539 piporna är 132 stycken eller c:a 25% original. 
Tonomfång 49 toner med full stor oktav. Tonhöjd: korton. Orgelhus: fasad med 3 tureller, bildhuggeri 1740, målning 1749.
Disposition:
| Manual C-c³                                      | Pedal C-f¹ |
| Qvintadena 8’                                    | bihängd    |
| Principal 4’ (fasad)                             |            |
| Flöte 4’                                         |            |
| Qvinta 3’ (eg. 2 2/3’)                           |            |
| Octava 2’                                        |            |
| Decima af 4’, 1 3/5’                             |            |
| Mixtur IV fach, 1 1/3’ + 1’ + 4/5’ + 2/3’ (1979) |            |
| Trompet 8’ (1979)                                |            |

### Diskografi
- North German baroque music / Fagius, Hans, orgel. LP. Bis LP 231. 1983.